# Auguste Perret
Auguste Perret (Ixelles, 12 febbraio 1874 – Parigi, 25 febbraio 1954) è stato un architetto e imprenditore francese.
Pioniere dell'impiego del cemento armato e sostenitore della necessità di una chiarificazione e valorizzazione strutturale negli edifici secondo i dettami dell'architettura classica, è noto anche come maestro di Le Corbusier.

## Biografia

### Esordi
Auguste Perret nacque il 12 febbraio 1874 a Ixelles, in Belgio, dove la famiglia si era rifugiata a causa delle proprie implicazioni nelle vicende della Comune di Parigi. Il padre Claude era un costruttore francese, già interessatosi alle potenzialità del cemento armato, mentre il nonno era scalpellino: questo clima fecondo subito lo proiettò nell'universo del costruire e gli impresse sin dall'infanzia la volontà di orientare definitivamente la propria carriera nell'ambito dell'«architettura con specializzazione nel cemento armato». In tal senso iniziò a frequentare l'École des Beaux-Arts di Parigi, dove seguì i corsi di Julien Guadet, dal quale trasse un approccio al contempo razionalista e attento alle verità dell'architettura classica.
Malgrado gli esiti brillanti ottenuti all'École des Beaux-Arts, Perret nel 1897 accantonò definitivamente gli studi accademici, ancor prima di conseguire un diploma o una borsa di studio per il Prix de Rome: per apprendere il mestiere del costruire, pertanto, egli condusse disordinate letture - particolarmente apprezzate furono le opere di Auguste Choisy e di Eugène Viollet-le-Duc - e, soprattutto, consolidò la propria collaborazione con la società del padre.

### Carriera professionale

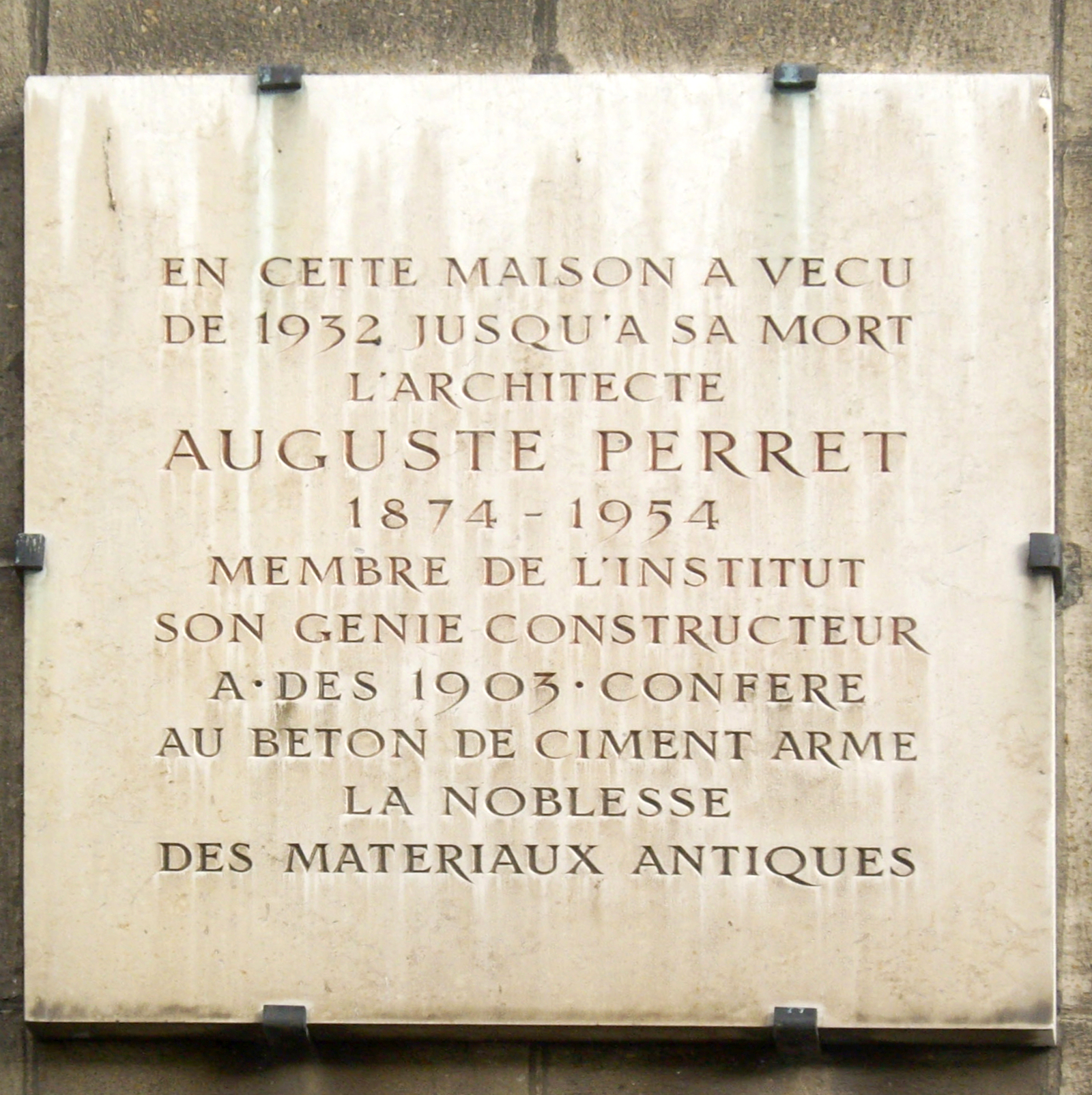
Targa commemorativa dedicata ad Auguste Perret posta al n. 51-55 di rue Raynouard, a Parigi: «»

Nel 1905, associato ai fratelli Gustave (1876-1952), anch'egli architetto, e Claude (1880-1960), che avevano rilevato l'impresa edile del padre, Auguste Perret divenne uno dei primi imprenditori nel mondo a impiegare il cemento armato in ambito costruttivo. Fu nel 1913 che, sfruttando questa nuova tecnologia, attese alla sua prima grande realizzazione: il teatro degli Champs-Élysées a Parigi, in cui Perret ebbe l'opportunità di meditare sulle possibilità tecniche e formali del nuovo materiale, declinato mediante l'adozione di equilibri e proporzioni desunti dal classicismo francese e una gerarchia tra la struttura portante (l'ossatura) e le tamponature. Raffinando e ottimizzando questi principi, Perret diede vita a una serie consistente di realizzazioni, delle quali si annoverano la chiesa Notre-Dame du Raincy (1923) e quella di Montmagny (1925), il palazzo del Mobilier National e il Musée des travaux publics sempre nella capitale francese.
In questa maniera Auguste Perret riuscì a consolidare la propria fama. Preoccupato di sostenere il proprio pensiero con teorizzazioni precise, fu l'oggetto per impulso di Marie Dormoy di numerosi articoli di riviste di architettura (oltre che protagonista del film Les Bâtisseurs di Jean Epstein, in cui sono presentate numerosissime delle sue opere) e fu investito persino il ruolo di presidente della Société des architectes modernes [Società degli architetti moderni], fondata da Hector Guimard nel 1922. Durante l'occupazione militare della Francia da parte dei nazisti nella seconda guerra mondiale Perret riuscì a mantenere intatta la propria reputazione professionale: fu eletto membro dell'Académie des beaux-arts nel 1943 e successivamente presidette l'Ordine degli Architetti.
Terminata la guerra, Auguste Perret era ormai riconosciuto come un maestro dell'architettura francese, e in virtù di questo credito fu responsabile di numerosi progetti di ricostruzione delle zone coinvolte nel conflitto, focalizzandosi in particolar modo sul centro di Le Havre. Perret vi concepì personalmente le costruzioni del Municipio (1952-1958) e la chiesa di San Giuseppe (1951-1957); il progetto di urbanizzazione fu completato soltanto dopo la sua morte, avvenuta il 25 febbraio 1954 a Parigi.

## Principi architettonici
La volontà che muove Auguste Perret nelle sue opere è quella di esprimere lo stile della modernità mediante il ricorso alle tecniche moderne di costruzione - il cemento armato, per l'appunto - e alla distillazione di principi architettonici e compositivi appartenenti al canone classico. Utile, in tal senso, è la valutazione - dal sapore sottilmente malevolo ma profonda nella sua analisi - che ne diede l'allievo Le Corbusier:
(Le Corbusier)

### Il cemento armato

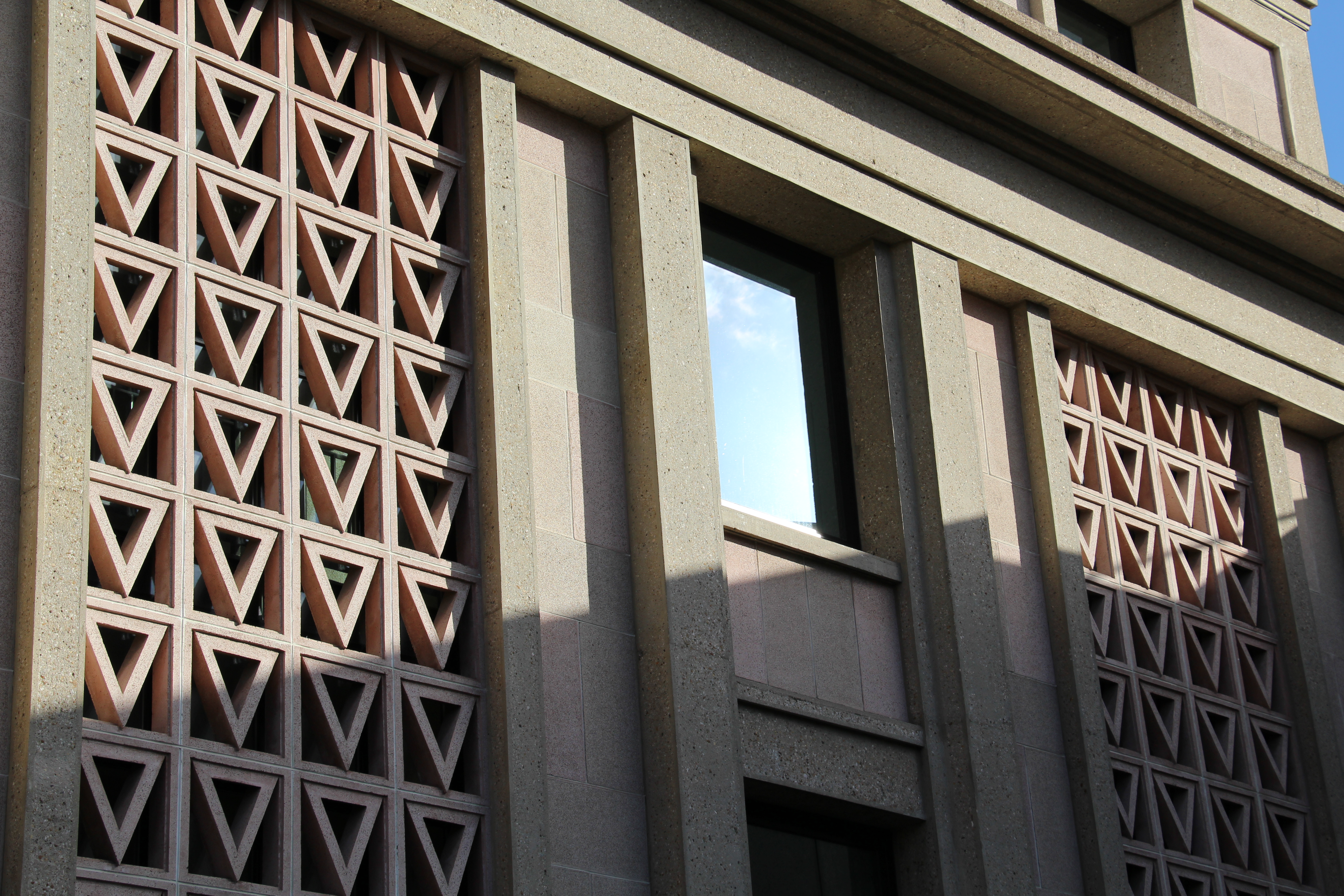
Dettaglio del Palais d'Iéna a Parigi

Da questo giudizio emerge come la fisionomia architettonica di Perret abbia un volto duplice. Da una parte, infatti, vi è l'adesione alla nuova tecnologia del cemento armato: se molti architetti dell'epoca tuttavia ne sfruttavano solo l'aspetto costruttivo, occultando poi il materiale dietro la decorazione nel segno di una scarsa sincerità costruttiva, Perret nel corso della sua carriera ne valorizzò anche le sue potenzialità di espressione figurativa e plastica, arrivando alla definizione di una nuova «estetica del beton brut». Questa è una dichiarazione che Perret rilasciò nel 1944:
(Auguste Perret)
In questo modo, il cemento armato viene reso parte integrante e fondamentale di un processo architettonico che rispetta in maniera assoluta, senza snaturarli, i materiali dell'edificio, e, per traslato, il suo aspetto costruttivo, inteso sia come fenomeno tecnico che linguistico:
(Auguste Perret)
(Auguste Perret)

### I principi classici

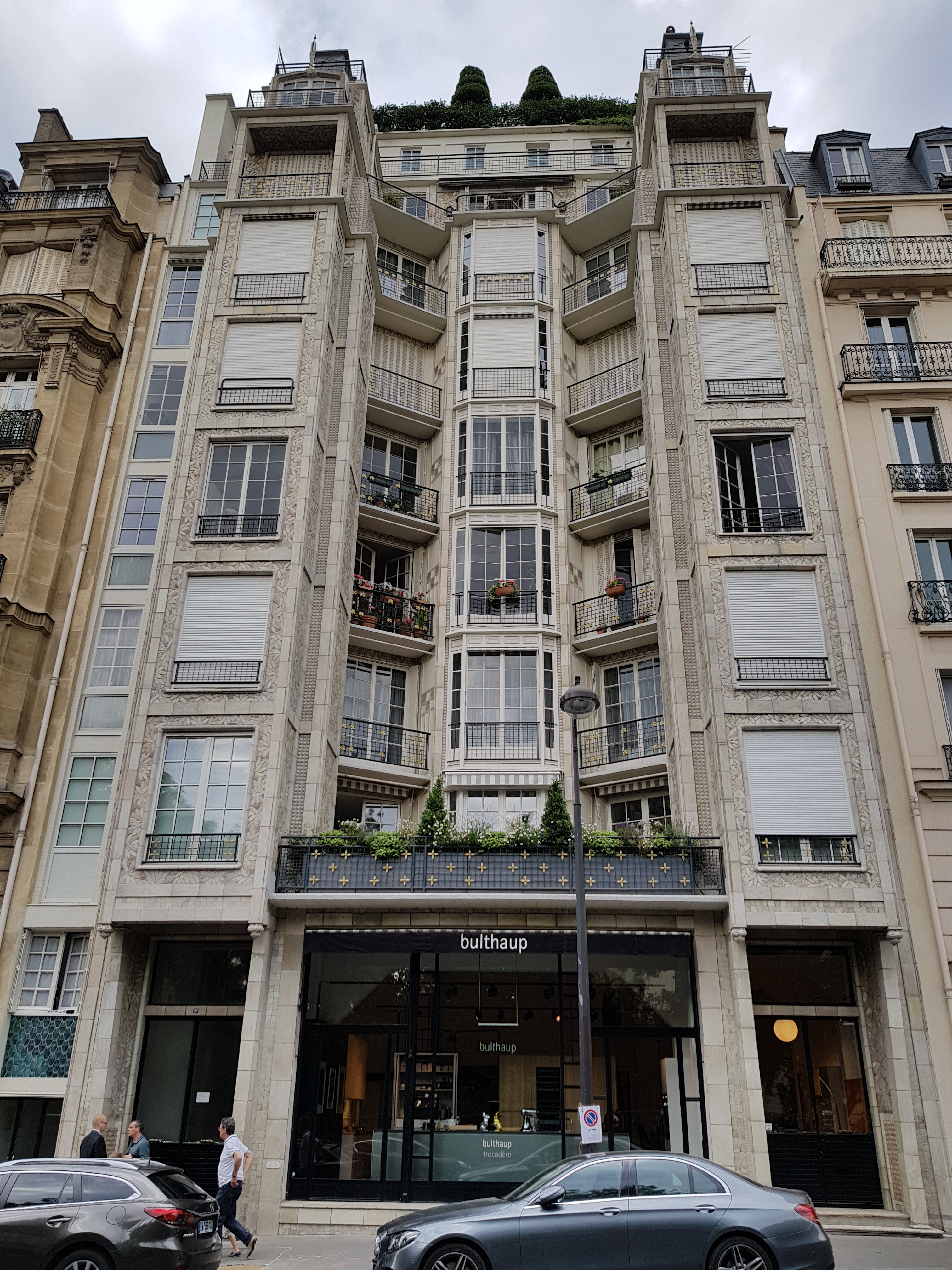
L'appartamento al n. 25bis di rue Franklin. Memore della lezione del classicismo, qui Perret impiegò la geometria come strumento di controllo tra le parti, sia in pianta che in alzato, riallacciandosi così con il tema classico delle proporzioni.

Parallelamente, tuttavia, vi è anche un contributo offerto dalle «grandi, nobili ed eleganti verità dell'architettura francese» alle quali secondo Le Corbusier il maestro Perret si sarebbe pienamente votato: iscrivendosi in una linea di ricerca che, partendo da Claude Perrault e del suo Colonnato del Louvre, culminò con le teorizzazioni di Marc-Antoine Laugier e Eugène Viollet-le-Duc e le opere di Jacques-Germain Soufflot ed Henri Labrouste, Perret infatti valorizzò sempre la misura, la simmetria e le proporzioni classiche come strumenti con i quali garantire armonia all'interno dell'opera costruita.
Riecheggiando la querelle des Anciens et des Modernes, in particolare, Perret propose la seguente riflessione, in cui emerge la sua volontà di proseguire e completare le formulazioni di Vitruvio:
(Auguste Perret)
Successivamente, Perret argomenta in che modo questi tre requisiti - Stile, Carattere e Proporzione - a suo giudizio assorbono il senso del costruire:
(Auguste Perret)
Interpretando la citazione precedente, emerge come Perret valorizza la logica razionale con cui si giunge alla definizione dell'essenziale e alla rinuncia a tutti quegli ornamenti che non contribuiscono alla chiarificazione dell'edificio, oltre che la leggibilità sociale e democratica della funzione e il corpo umano come riferimento per la definizione delle proporzioni, recuperando un pensiero che affonda le proprie radici sin da Policleto e dall'Umanesimo.

## Opere realizzate
- 1899, casinò di Saint-Malo;
- 1902, edificio ad appartamenti in avenue Wagram, Parigi;
- 1903, casa al n. 25 bis a rue Franklin a Parigi, con struttura integralmente in cemento armato;
- 1906-1907, garage Ponthieu, Parigi;
- 1908, cattedrale di Orano;
- 1910-1913, théâtre des Champs-Élysées, Parigi;
- 1922-1923, chiesa di Notre-Dame di Raincy;
- 1924-1925, torre d'orientamento a Grenoble;
- 1926, casa Studio per Chana Orloff, Parigi;
- 1928-1930, immobile in rue Raynouard 51/55, Parigi;
- 1928-1931, sede dei servizi tecnici delle costruzioni navali della Marina Nazionale;
- 1930, immobile in rue Nungesser et Coli, Parigi;
- 1932, arsenale del porto di Tolone;
- 1934-36, Garde Meuble de Mobilier National a Parigi;
- 1936-1938, museo dei Lavori Pubblici, o Palais d'Iéna, in Avenue d'Iéna, Parigi;
- 1942-1948, ricostruzione della piazza Alphonse-Fiquet e della Stazione di Amiens;
- 1945, ricostruzione del centro della città di Le Havre;
- 1948-1958, municipio di Le Havre;
- 1951-1957, chiesa di San Giuseppe a Le Havre.